# Maeve Binchy
Maeve Binchy Snell (Dalkey, 28 maggio 1939 – Dublino, 30 luglio 2012) è stata una scrittrice irlandese.

## Biografia
Si laureò in storia all'Università di Dublino. Successivamente insegnò in una scuola ebraica, e durante una vacanza in Israele iniziò a lavorare in un kibbutz. Durante il periodo di permanenza all'estero diventò corrispondente dell'Irish Times a Londra. 
La Binchy lavorò nel teatro e nella televisione, ottenendo diversi premi. Ma l'apice del successo lo raggiunse con la narrativa. I suoi romanzi sono diventati best seller in tutto il mondo e adattati sia per il cinema che per la TV. Ai British Book Awards la scrittrice ottenne il Lifetime Achievement Award.
Maeve Binchy morì nel luglio 2012 dopo una breve malattia.

## Opere
- L'amica del cuore (Light a Penny Candle) (1982)
- Echoes (1985)
- Firefly Summer (1987)
- Silver Wedding (1988)
- Amiche (Circle of Friends) (1990)
- The Copper Beech (1992)
- Il lago di cristallo (The Glass Lake) (1994)
- Il nuovo domani (Evening Class) (1996)
- Ritorno a Tara Road (Tara Road) (1998)
- Come un dolce ben riuscito (Scarlet Feather) (2000)
- La ricetta di un sogno (Quentins) (2002)
- Notte di pioggia e stelle (Nights of Rain and Stars) (2004)
- Il bosco dei biancospini (Whitethorn Woods) (2006)
- Le regole del cuore (Heart and Soul) (2008)
- Minding Frankie (2010)
- A Week in Winter (2012)